# Manzini Wanderers Football Club
El Manzini Wanderers es un equipo de fútbol de Suazilandia que milita en la Primera División de Suazilandia, la liga de fútbol más importante del país.

## Historia
Fue fundado en el año 1957 en la localidad de Manzini, siendo uno de los equipos más viejos del Reino de Suazilandia.
Este equipo ha sido campeón de liga en 6 ocasiones y ha obtenido otros 10 títulos, incluyendo una copa local y 3 Copas Charity.
A nivel internacional ha estado en 4 torneos continentales, peor nunca ha avanzado más allá de la primera ronda.

## Palmarés
- Primera División de Suazilandia: 6

1983, 1985, 1987, 1999, 2002, 2003.
- Copa de Suazilandia: 1

1984.
- Copa Charity de Suazilandia: 3

2002, 2003, 2005.
- Copa Trade Fair de Suazilandia: 6

1984, 1985, 1986, 1993, 1996, 2000.

## Participación en competiciones de la CAF
| Temporada | Torneo                            | Ronda      | Club                  | Casa | Visita | Global |
| --------- | --------------------------------- | ---------- | --------------------- | ---- | ------ | ------ |
| 1984      | Copa Africana de Clubes Campeones | Preliminar | Desportivo Maputo     | 0-1  | 1-1    | 1-2    |
| 1985      | Recopa Africana                   | 1          | Mufulira Wanderers FC | 0-0  | 0-2    | 0-2    |
| 1986      | Copa Africana de Clubes Campeones | Preliminar | AS Sotema             | 1-3  | 2-3    | 3-6    |
| 1988      | Copa Africana de Clubes Campeones | Preliminar | Township Rollers      | 2-0  | 4-1    | 6-1    |
| 1988      | Copa Africana de Clubes Campeones | 1          | Nakivubo Villa        | 1-4  | 1-1    | 2-5    |